# Ма, Мейси
Ме́йси Ма (иер. 馬曉晴, кант.-рус. Ма Хиучхи́н, кит.-рус. Ма Сяоци́н; англ. Maisy Ma Hiu-ching; род. 18 ноября 1999) — гонконгская фигуристка, выступавшая в одиночном катании. Двукратная чемпионка Гонконга (2016, 2017), серебряный призёр Международных игр Рейкьявика (2016), участница чемпионатов четырёх континентов.

## Карьера

### Ранние годы
Мейси Ма родилась в Гонконге. Когда ей было три года, семья переехала в столицу Китая — Пекин. Детский сад, который посещала Мейси, располагался в близости от катка, где она впервые встала на коньки. В возрасте пяти лет начала посещать секцию фигурного катания. На начальном этапе карьеры тренировалась под наставничеством местного специалиста Гао Хайцзюня.
Как уроженка Гонконга, она имела право выступать на гонконгских и китайских национальных соревнованиях одновременно. Так, в декабре 2010 года одиннадцатилетняя Мейси приняла участие во взрослом чемпионате Китая и заняла четвёртое место среди двадцати шести участниц, уступив в том числе, Ли Цзыцзюнь — медалистке международных турниров, восходящей звезде китайского одиночного катания. Поскольку правила допускают возможность соревноваться в нескольких возрастных категориях, на следующий год состязалась во взрослом турнире китайских одиночниц и среди юниорок. На последнем, Ма сумела завоевать серебряную награду.
Помимо достижений на китайских турнирах, Мейси пять лет кряду становилась победительницей первенств Гонконга. В сезоне 2009/2010 стартовала с победы в пред-юниорской категории продвинутых новичков (англ. Advanced novice), тогда как четыре последующих триумфа достигла соревнуясь среди юниоров.

### Переезд в США
Перед первым международным сезоном на юниорском уровне, решила внести корректировки в тренировочный процесс, и из Китая переехала в Соединённые Штаты, где проходила практику у известных специалистов: Кристи Кролл, Рафаэля Арутюняна, Тэмми Гэмбилл и других. 
К 2013 году Ма достигла необходимого возраста для участия в юниорских международных турнирах под эгидой ИСУ. Благодаря чему дебютировала в серии Гран-при, выступив на этапе в польском Гданьске, в котором 19 и 20 сентября 2013 года представила программы на льду Оливия Арены. У фигуристки возникли трудности с исполнением тройного риттбергера, судьи посчитали его пониженным и в коротком и в произвольном прокатах. Несмотря на это, Мейси заняла высокую шестую строчку, непосредственно конкурируя с такими фигуристками, как Габриэль Дэйлман.
Впоследствии Ма выступила ещё на трёх турнирах в рамках Гран-при, но повторить или улучшить результат, достигнутый в Польше, не удалось — она финишировала вне десятки лучших. Заканчивала сезон 2013–2014 годов на чемпионате мира, на котором не смогла квалифицироваться в финальный сегмент, допустив ошибки при исполнении короткой программы. На следующем чемпионате также не прошла в произвольный прокат. Проблемы случились и на национальных соревнованиях. Пятилетняя серия побед на гонконгских первенствах прервалась — Ма уступила лидерство юниорского разряда более юной И Кристи Лён.

### Первая международная медаль
В сезоне 2015/2016 последовал переход на взрослый уровень, при этом Ма продолжала выступать и среди юниоров. Соревновательный год ознаменовался улучшением результатов. Она с первой попытки поднялась на верхнюю ступень пьедестала взрослого чемпионата Гонконга, таким образом, став победительницей в трёх различных возрастных категориях. На мировом юниорском первенстве смогла не только квалифицироваться в произвольную программу, но и претендовала на попадание в число десяти сильнейших. В первый день турнира исполнила все три вращения на максимальный уровень сложности и установила личный рекорд за короткий прокат, закрепившись на одиннадцатой строчке. По итогам произвольной программы, в которой она также улучшила личное достижение, стала пятнадцатой.
Ранее в этом сезоне выступила в Рейкьявике на Международных играх, став единственной представительницей Азии в женском одиночном турнире. Ма сумела завоевать серебро, которое стало первой наградой гонконгской фигуристки на международных соревнованиях. Также в течение сезона последовал дебют на чемпионате четырёх континентов. Успешные спортивные выступления омрачились неприятностями со здоровьем. Ма травмировала лодыжку и пропустила ряд турниров.

### Травма и учёба в университете
В 2017 году вновь стала триумфатором национального чемпионата, доведя общее число побед, на первенствах Гонконга различных возрастов, до семи. Кроме этого, стала знаменосцем сборной на зимних Азиатских играх и во второй раз участвовала на чемпионате четырёх континентов. В сентябре 2017 года планировала выступить на «Челленджере» Nebelhorn Trophy, который являлся отборочным турниром на корейскую Олимпиаду. Но из-за продолжающихся проблем с лодыжкой была вынуждена приостановить карьеру. Ма сосредоточилась на учёбе и поступила в Университет Массачусетса. Иногда выступает в ледовых шоу с показательными номерами. На одном из них представила собственную постановку на песню «Yesterday» группы The Beatles. Вне льда ведёт канал на YouTube, записывая видеоблоги и кавер-версии известных песен.

## Программы
| Сезон     | Короткая программа                                           | Произвольная программа                                 |
| --------- | ------------------------------------------------------------ | ------------------------------------------------------ |
| 2016–2017 | - «Засада с десяти сторон» Китайская инструментальная музыка | - «Адажио соль минор» Ремо Джадзотто, Томазо Альбинони |
| 2015–2016 | - «Historia de un Amor» Перес Прадо                          | - «Адажио соль минор» Ремо Джадзотто, Томазо Альбинони |
| 2014–2015 | - «Historia de un Amor» Перес Прадо                          | - «O» / «Вода» постановка Cirque du Soleil Бенуа Ютрас |
| 2013–2014 | - «The Storm» Балаж Хаваши                                   | - «Очи чёрные»                                         |

## Результаты

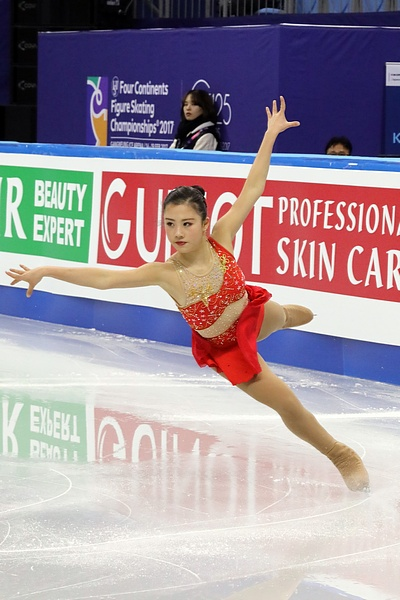
Выезд после прыжка.
Чемпионат четырёх континентов 2017

| Соревнования                              | 09/10         | 10/11         | 11/12         | 12/13         | 13/14         | 14/15         | 15/16         | 16/17         |
| Международные                             | Международные | Международные | Международные | Международные | Международные | Международные | Международные | Международные |
| ----------------------------------------- | ------------- | ------------- | ------------- | ------------- | ------------- | ------------- | ------------- | ------------- |
| Чемпионаты четырёх континентов            |               |               |               |               |               |               | 20            | 18            |
| Челленджеры. Autumn Classic               |               |               |               |               |               |               |               | 14            |
| Челленджеры. U.S. Classic                 |               |               |               |               |               |               | 11            |               |
| Зимние Азиатские игры                     |               |               |               |               |               |               |               | 10            |
| Международные игры Рейкьявика             |               |               |               |               |               |               | 2             |               |
| Международные среди юниоров               |               |               |               |               |               |               |               |               |
| Чемпионаты мира среди юниоров             |               |               |               |               | 36            | 41            | 15            |               |
| Этапы юниорского Гран-при: Франция        |               |               |               |               |               |               |               | 18            |
| Этапы юниорского Гран-при: Япония         |               |               |               |               |               | 13            |               |               |
| Этапы юниорского Гран-при: Польша         |               |               |               |               | 6             |               | 12            |               |
| Skate Helena                              |               |               |               |               |               | 6             |               |               |
| Asian Trophy                              |               |               | 5N.           | 4N.           | 5             | 7             | 7             |               |
| Национальные                              |               |               |               |               |               |               |               |               |
| Чемпионаты Гонконга                       | 1N.           | 1J.           | 1J.           | 1J.           | 1J.           | 2J.           | 1             | 1             |
| Чемпионаты Китая                          |               | 4             | 7             |               |               |               |               |               |
| Чемпионаты Китая среди юниоров            |               |               | 2             |               |               |               |               |               |
| N = Новички (детский уровень); J = Юниоры |               |               |               |               |               |               |               |               |